# Uleanivka, Bilohirsk
Uleanivka (în ucraineană Ульянівка) este un sat în comuna Ciornopillea din raionul Bilohirsk, Republica Autonomă Crimeea, Ucraina.

## Demografie
Componența lingvistică a localității Uleanivka
     Tătară crimeeană (58,54%)
     Rusă (30,83%)
     Ucraineană (3,13%)
Conform recensământului din 2001, majoritatea populației localității Uleanivka era vorbitoare de tătară crimeeană (58,54%), existând în minoritate și vorbitori de rusă (30,83%) și ucraineană (3,13%).